# Terence Tao
Terence Chi-Shen Tao, avstralsko-ameriški matematik in akademik kitajskega rodu, * 17. julij 1975, Adelaide, Avstralija.
Izjemen dar za matematiko je pokazal že kot otrok; pri devetih letih se je učil matematike na univerzitetni ravni in kot desetletnik prvič sodeloval na Mednarodni matematični olimpijadi. Kasneje je dobil Fulbrightovo štipendijo za šolanje v ZDA, kjer je doktoriral leta 1996 na Univerzi Princeton.
Posvetil se je različnim področjem matematike, kot so harmonična analiza, parcialne diferencialne enačbe, kombinatorika in analitična teorija števil. Za svoje delo je prejel nekatera najvišja matematična priznanja, med njimi prestižno Fieldsovo medaljo (2006).
Deluje kot profesor matematike na Univerzi Kalifornije v Los Angelesu.